# Tarentaise (Loire)
Tarentaise is een gemeente in het Franse departement Loire (regio Auvergne-Rhône-Alpes) en telt 412 inwoners (1999). De plaats maakt deel uit van het arrondissement Saint-Étienne.

## Geografie
De oppervlakte van Tarentaise bedraagt 12,7 km², de bevolkingsdichtheid is 32,4 inwoners per km².
De onderstaande kaart toont de ligging van Tarentaise (Loire) met de belangrijkste infrastructuur en aangrenzende gemeenten.

## Demografie
Onderstaande figuur toont het verloop van het inwonertal (bron: INSEE-tellingen).